# وندی ویلیامز: فیلم
وندی ویلیامز: فیلم (انگلیسی: Wendy Williams: The Movie) فیلم زندگی‌نامه‌ای پیرامون زندگی شخصی و حرفه ای وندی ویلیامز است.